# Yucca utahensis
Yucca utahensis es una especie de planta fanerógama perteneciente a la familia Asparagaceae.

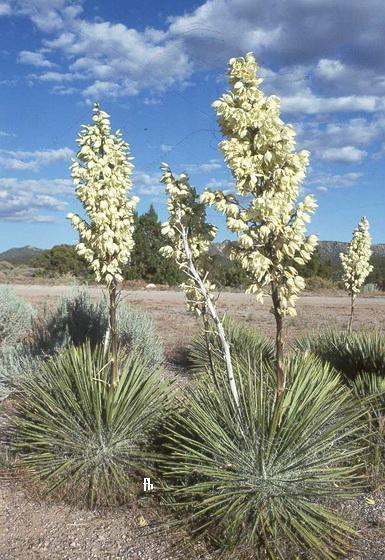
Inflorescencias

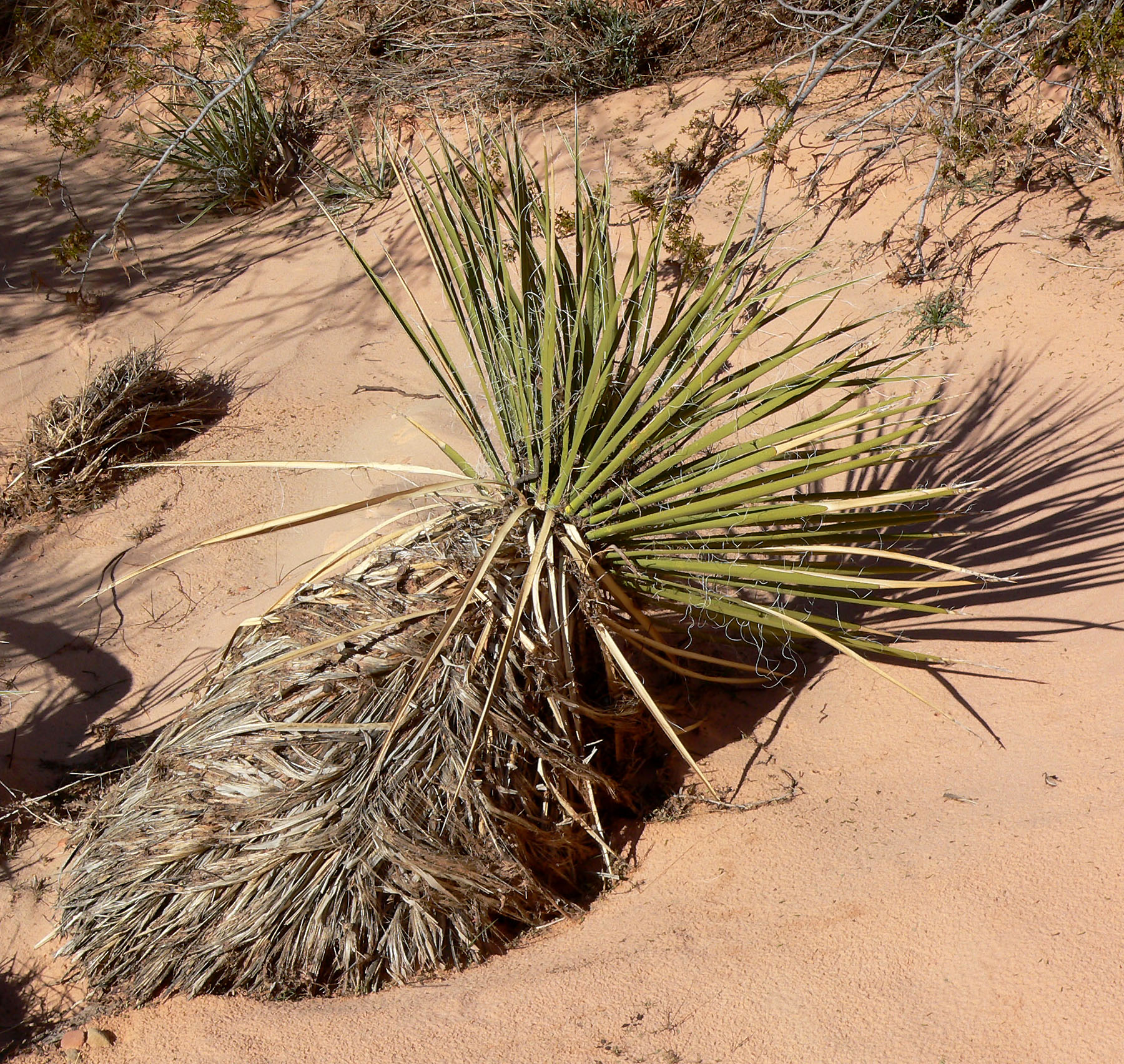
En su hábitat

## Distribución y hábitat
Es nativo de Utah, Nevada y Arizona. Se encuentra en colinas bajas en suelo arenoso en altitudes 850-2000 metros. A menudo crece asociada con Sclerocactus spinosior subsp. blainei, Pediocactus sileri, Mammillaria tetrancistra, Agave utahensis var. eborispina y especies de cactus.

## Descripción
Yucca utahensis puede alcanzar una altura de 3 m de altura, aunque por lo general es mucho más pequeña. Los tallos a veces son procumbentes, a menudo, con varios por colonia, formando colonias de varios individuos. Las hojas son estrechas y en forma de aguja, de hasta 70 cm de largo, pero raramente más de 2 cm de ancho, con fibras de separación a lo largo de los márgenes. Las flores son de color blanco cremoso, en forma de campana. La fruta es una cápsula seca con semillas negras.

## Taxonomía
Yucca utahensis fue descrita por Susan Adams McKelvey y publicado en Yuccas of the Southwestern United States 2: 94–98, map 3, pl. 32–34. 1947.
Etimología
Yucca: nombre genérico que fue nombrado por Carlos Linneo y que deriva por error de la palabra taína: yuca (escrita con una sola "c").
utahensis: epíteto geográfico que alude a su localización en Utah.
Sinonimia
- Yucca elata var. utahensis (McKelvey) Reveal
- Yucca elata subsp. utahensis (McKelvey) Hochstaetter